# Puchar Świata w Zapasach 1981
Zawody Pucharu Świata w 1981 roku
- w stylu klasycznym mężczyzn rywalizowano pomiędzy 27 a 29 listopada w Sofii (Bułgaria).
- w stylu wolnym mężczyzn w dniach 28–29 marca w Toledo (Stany Zjednoczone).

## Styl wolny

### Ostateczna kolejność drużynowa
| Poz. | Państwo           |
| ---- | ----------------- |
|      | ZSRR              |
|      | Stany Zjednoczone |
|      | Mongolia          |
| 4.   | Afryka            |

### Klasyfikacja indywidualna
| Waga    |                        |                          |                           | 4                 |
| ------- | ---------------------- | ------------------------ | ------------------------- | ----------------- |
| 48 kg   | Siergiej Korniłajew    | Bobby Weaver             | D.Bold                    | ----              |
| 52 kg   | Gene Mills             | Anatolij Biełogłazow     | Nandzadyn Bürgedaa        | ----              |
| 57 kg   | Siergiej Biełogłazow   | Ganbataar Nyamdabla      | Rick Dellegatta           | Ali Laszkar       |
| 62 kg   | Magomied-Gasan Abuszew | Dugarsürengijn Ojuunbold | Andre Metzger             | Fedwaki           |
| 68 kg   | Michaił Characzura     | Dave Schultz             | Bujandelgerijn Bold       | ----              |
| 74 kg   | Leroy Kemp             | Dżamcyn Dawaadżaw        | Gieorgij Makasaraszwili   | Bataua            |
| 82 kg   | Chris Campbell         | Hryhorij Dańko           | Muhammad al-Aszram        | Dzewegijn Düwczin |
| 90 kg   | Sanasar Oganisian      | Howard Harris            | Moustafa Matwali          | Dżamcyn Bor       |
| 100 kg  | Illa Mate              | Greg Gibson              | Daszdordżijn Cerentogtoch | Abdallah R’Houma  |
| +110 kg | Sosłan Andijew         | Jimmy Jackson            | Odnojn Bachyt             | Ali Gharbi        |